# Široká Niva
Široká Niva là một làng thuộc huyện Bruntál, vùng Moravskoslezský, Cộng hòa Séc.